# Serie A1 1999-2000 (hockey su pista)
La Serie A1 1999-2000 è stata la 77ª edizione (la 51ª a girone unico) del massimo campionato italiano di hockey su pista maschile. Al termine dei playoff lo scudetto fu conquistato per la 30ª volta dall'Hockey Novara.

## Formula
Per la stagione 1999/2000 il campionato si svolse tra 12 squadre che si affrontarono in un girone unico, con partite di andata e ritorno. Al termine della stagione regolare le squadre classificate dal 1º posto all'8º posto disputarono i playoff; le squadre classificate all'11º e 12º posto retrocedettero in serie A2.

## Squadre partecipanti
| - Amatori Vercelli - Bassano 54 (SIA) - Amatori Reggio Emilia (Vneck) - Follonica - Marzotto Valdagno - Modena (Gimat) | - Novara (Francoli) - Prato Primavera (Ecoambiente) - Roller Salerno (Campolongo Hospital) - Scandianese (Mecc.Rossi) - Sandrigo - Trissino (Gemata) |

## Stagione regolare

### Classifica finale
|  | P  | Squadra               | Pt | G | V | N | P | GF | GS | DR | Verdetto    |
|  | -- | --------------------- | -- | - | - | - | - | -- | -- | -- | ----------- |
|  | 1  | Novara                | 56 |   |   |   |   |    |    |    | ai play-off |
|  | 2  | Prato Primavera       | 43 |   |   |   |   |    |    |    | ai play-off |
|  | 3  | Bassano 54            | 39 |   |   |   |   |    |    |    | ai play-off |
|  | 4  | Trissino              | 35 |   |   |   |   |    |    |    | ai play-off |
|  | 5  | Scandianese           | 34 |   |   |   |   |    |    |    | ai play-off |
|  | 6  | Modena                | 31 |   |   |   |   |    |    |    | ai play-off |
|  | 7  | Amatori Vercelli      | 31 |   |   |   |   |    |    |    | ai play-off |
|  | 8  | Amatori Reggio Emilia | 29 |   |   |   |   |    |    |    | ai play-off |
|  | 9  | Roller Salerno        | 28 |   |   |   |   |    |    |    |             |
|  | 10 | Follonica             | 21 |   |   |   |   |    |    |    | in Serie A2 |
|  | 11 | Marzotto Valdagno     | 19 |   |   |   |   |    |    |    | in Serie A2 |
|  | 12 | Sandrigo              | 10 |   |   |   |   |    |    |    | in Serie A2 |

## Play-off scudetto
Le prime otto classificate della stagione regolare disputarono i play-off scudetto, mentre ogni sfida si giocò al meglio delle tre gare (con pareggio reso valido ai fini del passaggio del turno).

### Fase finale
|  | Quarti di finale | Quarti di finale      | Quarti di finale | Quarti di finale | Quarti di finale |  |  | Semifinali | Semifinali      | Semifinali | Semifinali      | Semifinali |   |   | Finale | Finale | Finale | Finale | Finale |  |
|  |                  |                       |                  |                  |                  |  |  |            |                 |            |                 |            |   |   |        |        |        |        |        |  |
|  | 1                | Novara                | 8                | 9                | -                |  |  |            |                 |            |                 |            |   |   |        |        |        |        |        |  |
|  | 8                | Amatori Reggio Emilia | 2                | 5                | -                |  |  | 1          | Novara          | 9          | 8               | -          |   |   |        |        |        |        |        |  |
|  | 4                | Trissino              | 2                | 1                | -                |  |  | 5          | Scandianese     | 1          | 3               | -          |   |   |        |        |        |        |        |  |
|  | 5                | Scandianese           | 2                | 7                | -                |  |  |            |                 |            |                 |            |   |   | 5      | Novara | 5      | 0      | -      |  |
|  | 3                | Prato Primavera       | 2                | 1                | 9                |  |  |            |                 | 2          | Prato Primavera | 2          | 0 | - |        |        |        |        |        |  |
|  | 6                | Modena                | 1                | 2                | 2                |  |  | 6          | Prato Primavera | 7          | 5               | 4          |   |   |        |        |        |        |        |  |
|  | 7                | Bassano 54            | 4                | 5                | 9                |  |  | 2          | Bassano 54      | 3          | 2               | 3          |   |   |        |        |        |        |        |  |
|  | 2                | Amatori Vercelli      | 3                | 7                | 4                |  |  |            |                 |            |                 |            |   |   |        |        |        |        |        |  |

## Verdetti
- Novara - Campione d'Italia 1999-2000.
- Sandrigo e  Marzotto Valdagno - retrocesse in Serie A2.

### Libri
- Paolo Virdi, 50 minuti di gloria. Gli anni moderni dell'hockey pista. Volume 2, Lodi, Lodinotizie, 2013.ISBN 9788890880315